# بامندة
بَامِنْدَة مدينة في الكمرون وعاصمة منطقة الشمال الغربيِّ. تبعد عن العاصمة ياوندة بنحو ٣٦٦ كيلومتر، ويبلغ عدد سكانها ٣٤٨ ٧٦٦ نسمة (٢٠١٢)، ما يجعلها أكبر مدينة في الغرب الكمروني الناطق باللغة الإنكليزية. أطلقت القوات المسلحة الكمرونية شهرَ شتنبر 2020 في إبان أزمة الناطقين باللغة الإنكليزية حملةَ «بامندة النظيفة» بهدف تأمين المدينة من هجمات الانفصاليين المسلحين، إلا أن هذا لم يَحُلْ دون عودة الاضطراب في المدينة التي شهدت يوم 27 ذي الحجة 1444 (16 يوليو 2023) إطلاق نار جماعي راح ضحيتَه عشرةُ أشخاص من بينهم ثلاث نساء.

## المناخ
وفقا لمنظمة الصحة العالمية، تعد بامندة أكثر مدن إفريقيا تلوثا.

## أعلام
- أنطوان أبانغ
- لويس إنوه
- كولينز فاي
- ستيفين ساما
- ماثيو مبوتا